# Staffan Engebrand
Hander Staffan Hildebrand Engebrand, född 1 april 1920 i Dikanäs, död 1999 i  Dorotea, var en svensk konstnär.
Han var son till hemmansägaren Olof Hildebrand Eliasson och Kristina Jonsson samt från 1946 gift med Gunvor Ingrid Maria Gustavson. Engebrand studerade vid Valands målarskola 1948 och vid Hovedskous målarskola i Göteborg 1949 samt självstudier. Separat ställde han ut i bland annat Falköping, Skövde och Vilhelmina. Hans konst består av fjällmotiv ofta med renar och samer.